# دوري أيرلندا الشمالية الممتاز 2006–07
دوري أيرلندا الشمالية الممتاز 2006–07 (بالإنجليزية: 2006–07 Irish Premier League)‏ هو الموسم 106 من دوري أيرلندا الشمالية الممتاز. أشرف على تنظيمه الاتحاد الأيرلندي لكرة القدم، وكان عدد الأندية المشاركة فيه 16، وفاز فيه نادي لينفيلد.